# Kaos (sèrie de televisió)
Kaos és una sèrie de televisió britànica de comèdia negra mitològica creada per Charlie Covell per a Netflix. Gira al voltant de tres humans que descobreixen la connexió entre ells i amb una profecia antiga mentre tracten amb déus corruptes i arrogants de la mitologia clàssica. Els vuit episodis de la primera temporada de la sèrie es van estrenar a Netflix el 29 d'agost de 2024 amb subtítols en català.

## Repartiment
- Jeff Goldblum com a Zeus
- Janet McTeer com a Hera
- Cliff Curtis com a Posidó
- David Thewlis com a Hades
- Killian Scott com a Orfeu
- Debi Mazar com a Medusa
- Stephen Dillane com a Prometeu
- Aurora Perrineau com a "Riddy" (Eurídice)
- Misia Butler com a Cenis / Ceneu / Caos
- Leila Farzad com "Ari" (Ariadna)
- Nabhaan Rizwan com a Dionís
- Rakie Ayola com a Persèfone
- Stanley Townsend com a Minos
- Billie Piper com a Cassandra
- Les moires (les filadores del destí, similar a les parques romanes):
  - Suzie Eddie Izzard com a "Lachy" (Làquesis)
  - Ché com a Cloto
  - Sam Buttery com a Àtropos
- Les Fúries:
  - Cathy Tyson com a Al·lecto
  - Donna Banya com a "Tisi" (Tisífone)
  - Natalie Klaymar com a "Meg" (Megera)
- Fady Elsayed com a Glauc / Minotaure
- Tomi Egbowon-Ogunjobi com a Dea Tacita
- Gilian Cally com a Hècuba
- Shila Ommi com a "Pas" (Pasífae)
- Amanda Douge com a Andròmaca
- Daniel Lawrence Taylor com a Teseu
- Ramon Tikaram com a Caront
- Joe McGann com a Polífem
- etc.

## Producció

### Desenvolupament
El 10 de juny de 2018, es va revelar que Netflix havia encarregat Kaos com a sèrie de deu capítols d'una hora produïda per Sisters Media. Charlie Covell va ser el creador i productor executiu. Nina Lederman d'All3Media juntament amb Tanya Seghatchian i John Woodward de Brightstar es van unir a Charlie Covell com a coproductors executius. Es va anunciar que Katie Carpenter actuaria com a productora de la sèrie, amb Harry Munday i Michael Eagle-Hodgson de productors, i Georgi Banks Davies de directora principal i coproductora executiva. Runyararo Mapfumo va dirigir el segon bloc de la sèrie. El 13 de juliol de 2022, es va anunciar que Georgia Christou escriuria el guió del sisè episodi.

### Càsting
El 27 de maig de 2022, es va anunciar que Aurora Perrineau interpretaria Riddy, un dels principals protagonistes de la sèrie. El 29 de juny de 2022, es van revelar més membres del repartiment, ja que Hugh Grant, Janet McTeer, David Thewlis, Nabhaan Rizwan, Cliff Curtis, Killian Scott, Leila Farzad i Misia Butler es van unir a la sèrie. Altres membres del repartiment van ser Rakie Ayola com a Persèfone i Stanley Townsend en un paper llavors no revelat. A més, Billie Piper es va unir al repartiment en un paper menor. El 13 de juliol de 2022, Jeff Goldblum va substituir Grant com a Zeus, ja que aquest últim va haver de retirar-se per problemes de disponibilitat horària. El 22 d'agost de 2022, Debi Mazar es va unir al repartiment com la versió reimaginada de la Medusa.

### Rodatge i promoció
L'inici del rodatge a Espanya es va anunciar el 22 d'agost de 2022.
El primer vídeo-tast de la sèrie, que mostra Goldblum, es va penjar a YouTube el 19 de març de 2024.